# Typhus murin
Le typhus murin est une zoonose rickettsienne des rats, due à Rickettsia typhi (appelée aussi Rickettsia mooseri), transmise de rat à rat (formes inapparentes), et souvent du rat à l'homme, par la puce du rat, Xenopsylla cheopis, hôte intermédiaire et vecteur.
Chez l'homme, la maladie se présente de façon peu caractéristique, elle est moins sévère et plus courte que le typhus exanthématique. On la trouve en zone tropicale et subtropicale, et c'est une des causes de « fièvre d'origine indéterminée » par retour de voyage.

## Histoire

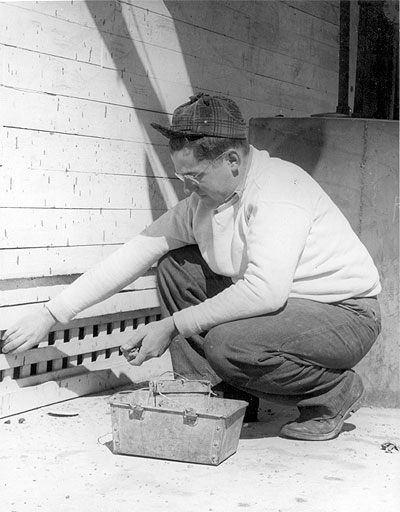
Travailleurs du Civilian Public Service distribuant du raticide pour la prévention du typhus murin à Gulfport au Mississippi, en 1945.

Le typhus murin pourrait être plus ancien que le typhus exanthématique classique. Il a existé sous de nombreuses appellations historiques, entre autres : typhus endémique, typhus mexicain, typhus nautique, typhus du Nouveau Monde, typhus urbain, typhus des boutiques, typhus à puces, typhus tropical...
La distinction franche de ce typhus est reconnue en 1926 par Kenneth F. Maxcy (en), épidémiologiste américain qui distingue une forme endémique de typhus dans le sud-est des États-Unis, en postulant une transmission par puce de rat. En 1931, le rôle du rat et de la puce infectée est confirmé.
La maladie était alors désignée sous le terme « typhus endémique » ou « du Nouveau Monde » pour la distinguer du « typhus épidémique », ou « de l'Ancien Monde » dû à R. prowazekii. On s'aperçoit rapidement que cette maladie peut se présenter sous forme épidémique aussi bien que sporadique, dans l'Ancien Monde comme le Nouveau.
Lors de recherches effectuées à Mexico, le microbiologiste suisse Hermann Mooser (de) isole et décrit Rickettsia typhi, en le distinguant de R. prowazekii. En 1932, Mooser propose le terme « typhus murin », qui se réfère au rôle du rat.

## Répartition géographique et importance
Mondiale, comme le rat, c'était surtout une maladie des villes et des ports, dans les pays tropicaux et subtropicaux. On le trouve désormais dans des régions isolées, ou dans les états américains du sud-est comme le Texas, là où la proximité homme-rat est la plus étroite.
Son importance est variable : souvent bénigne, elle est parfois plus sévère, comme c'est le cas en Afrique noire, lorsqu'elle suit les feux de brousse.
Moins d'une centaine de cas de typhus murin sont rapportés par an aux États-Unis.
C'est une cause possible de fièvre au retour de voyage en zone tropicale.

## Transmission

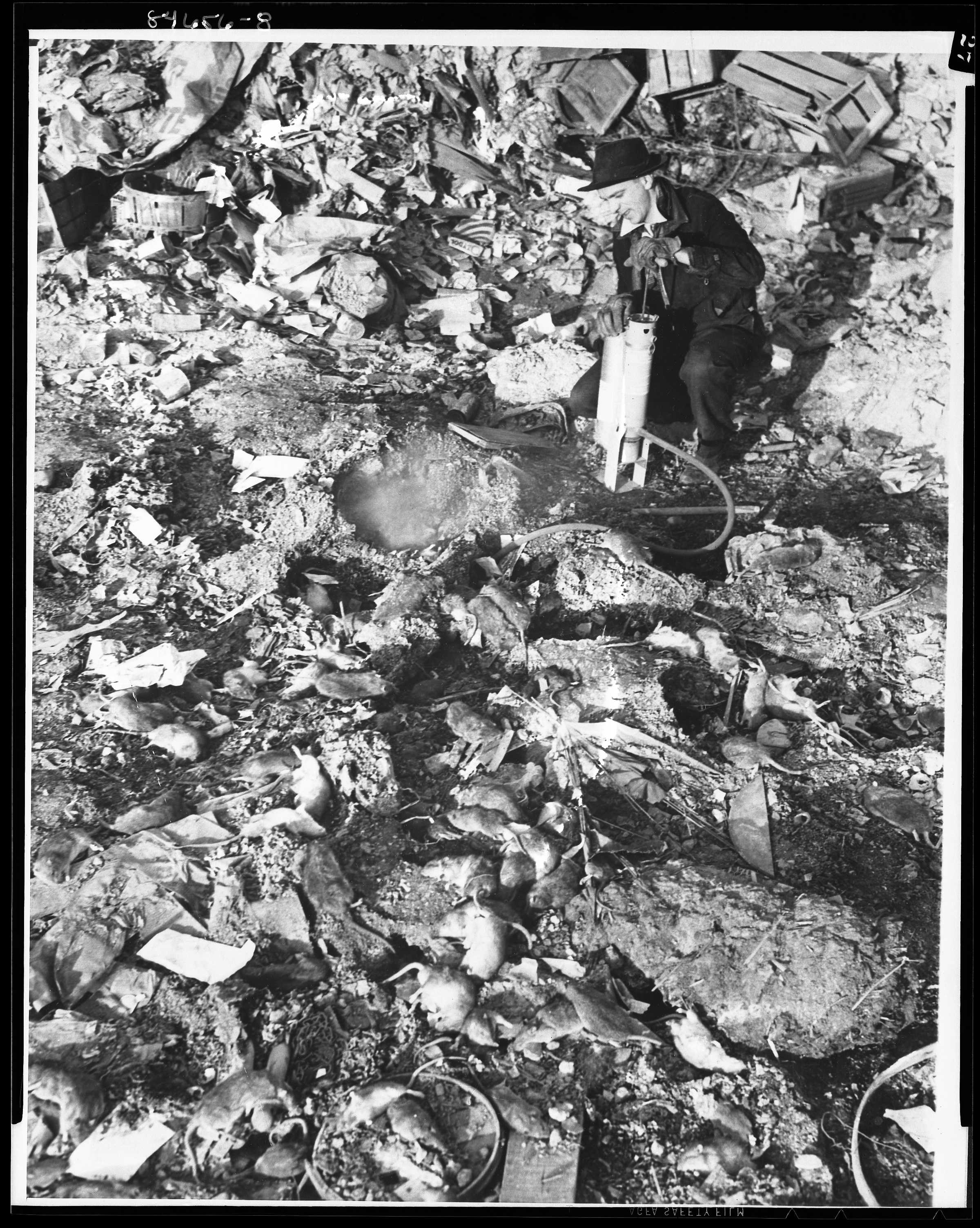
Lutte contre le typhus murin et la peste, probablement durant la Seconde Guerre mondiale. Un homme utilise un pulvérisateur sur une décharge où se trouvent déjà de nombreux rats morts. Il pulvérise sans doute un gaz toxique (chloropicrine ?) dans les "terriers" des rongeurs.

La maladie est due à Rickettsia typhi dont le réservoir est le rat, qui ne souffre pas de la maladie. Il s'agit du rat noir Rattus rattus et du rat gris Rattus norvegicus.
La transmission à l'homme se fait par la puce du rat, Xenopsylla cheopsis. L'homme s'infecte par les déjections de la puce (la puce défèque en suçant le sang), par pénétration de la peau en se grattant, ou à travers les muqueuses, par inhalation ou contact avec les doigts souillés portés aux yeux ou à la bouche,.
Rickettsia typhi peut rester infestant dans la litière des rats et les déjections de puces pendant des années. Les cas de typhus murin surviennent de façon sporadique, ou en petites épidémies intrafamiliales liées à un habitat insalubre facilitant les contacts rats/humains.

## Clinique
Le tableau clinique est proche de celui du typhus exanthématique, mais de sévérité bien moindre (2 % de mortalité chez les plus de 50 ans). Il s'en différencie par :
- une incubation plus courte, de 7-14 jours ; une invasion plus modérée et plus progressive (céphalées fréquentes).
- une fièvre moins élevée, à 38 - 40 °C, avec cassure au 7e jour ;
- des manifestations digestives plus fréquentes, avec toux sèche.
- un exanthème de peu d'intensité et de faible durée (4 à 10 jours), généralisé même à la face, à la paume des mains et à la plante des pieds.
- enfin, l'absence de tuphos.

L'évolution est le plus souvent spontanément favorable en 2 semaines (10 à 15 jours), avec défervescence en lysis (chute progressive de la température), et la convalescence courte.
Avec une antibiothérapie appropriée, la guérison est complète en 48 heures, sans rechutes ni séquelles.

## Diagnostic
Le diagnostic positif pourrait se faire sur les signes cliniques, mais ils sont peu évocateurs. En pratique, le typhus murin se distingue du typhus exanthématique (voir ci-dessus). Il faut y penser devant une « fièvre d'origine indéterminée » en zone tropicale ou au retour d'un voyage de la même zone. Les contacts avec les rats ou leurs puces sont rarement identifiés.
Le séro-diagnostic par la réaction de Weil-Felix ne permet pas de distinguer entre typhus murin et typhus exanthématique (positive dans les deux cas, par réaction croisée).
Le diagnostic spécifique de confirmation se fait par immunofluorescence indirecte. Selon les disponibilités techniques, l'identification des rickettsies peut se faire par PCR.

## Traitement
Le traitement de référence repose sur la doxycycline en une prise unique (200 mg/j), ou jusqu'à deux jours après l'apyrexie (absence de fièvre). Les autres antibiotiques sont discutés. La plupart des patients doivent être hospitalisés, et jusqu'à 10 % d'entre eux en soins intensifs.
La prévention repose sur la lutte anti-vectorielle, contre les rats et leurs puces. En règle générale, la lutte contre les puces (utilisation d'insecticide) précède celle contre les rats (utilisation de rodenticide), car la mort d'un rat entraîne un lâcher de puces vers des hôtes de rencontre (humain ou autre animal).